# Missy (Calvados)
Missy é uma ex-comuna francesa na região administrativa da Normandia, no departamento de Calvados. Estendeu-se por uma área de 5,05 km². Em 2010 a comuna tinha 544 habitantes (densidade: 107,7 hab./km²).
Em 1 de janeiro de 2016 foi fundida com a comuna de Noyers-Bocage para a criação da nova comuna de Noyers-Missy.